# 2697 Альбіна
2697 Альбі́на (1969 TC3, 1929 TB, 1936 TL, 1938 BE, 1939 DE, 1942 RV, 1949 SC1, 1950 YA, 1952 DU1, 1968 OT, 1972 BJ, 1975 QR, 1975 RG, 1979 FK2, 1983 VR1, 2697 Albina) — астероїд головного поясу, відкритий 9 жовтня 1969 року.
Тіссеранів параметр щодо Юпітера — 3,108.